# Caspar Krebs
Caspar Krebs, auch Kaspar Krebs, (* 1847; † 1906) war ein deutscher Zinngießermeister, Glaser und Kommunalpolitiker.
Krebs war von 1889 bis 1903 Bürgermeister von Dachau. Nach ihm ist die Bürgermeister-Krebs-Straße in Dachau benannt. Sein Nachfolger war der Kaufmann und Mehlhändler Anton Mayerbacher, der von 1903 bis 1905 Bürgermeister war.